# 文化学園大学杉並中学校・高等学校
文化学園大学杉並中学校・高等学校（ぶんかがくえんだいがく すぎなみ ちゅうがっこう・こうとうがっこう）は、東京都杉並区阿佐谷南三丁目に所在する私立中学校・高等学校。
高等学校は、中学校から入学した内部進学の生徒と高等学校から入学した外部進学の生徒が、第1学年から混合してクラスを編成する併設型中高一貫校で、文化学園大学の附属学校である。2017年度までは女子校であったが、現在は共学である。略称は「文化学園大杉並」、「文大杉並」、「文大」、「文杉」など。

## 概要
中高一貫教育で4・2制を実施し、高等学校は2014年3月31日まで特別進学・英語・総合（アドバンスト・一般）の4コースを設けた。文化学園大学、文化服装学院など系列校へ進学する者は15パーセント (％) 程度で、他大や専門学校等に進学する者がほとんどである。学校も他大学進学に非常に熱心で、教員や講師による早朝・放課後特別講習や夏・冬・春期講習を開講している。
校舎改築、制服デザイン一新、ダブルディプロマコース、特進コース、進学コース等の設置等により年々倍率が高くなっている。
部活動は、運動部は関東大会やインターハイ等の常連で、ソフトテニスは2017年に皇后賜盃全日本選手権大会で優勝している。選択服飾有志による青凛祭（文化祭）のファッションショーが有名である。中学サッカー部が高校サッカー部との合同練習ではなくなった。

## 教育課程の類型
2022年4月1日以降は以下のコース設定である。※中学は英語レベルによってクラス分けを行う
- 文化学園大学杉並中学校
  - DD7、Advancedd7（BSCISのカナダ教員主導の英語授業）
  - Starter（ネイティブ教員主導の英語授業）
- 文化学園大学杉並高等学校 - 全日制課程　普通科、高等学校第1学年より下記コースを選択
  - ダブルディプロマコース  (“Bunka Suginami Canadian International School BSCIS”. 2019年7月8日閲覧。)
  - 特進コース　－二年次から文理に分かれる
  - 進学コース　－二年次から文理に分かれる

## 主な行事（高校）
- 4月：新入生歓迎会、北竜湖移動教室（1年）
- 5月：端午の節句（五月人形が飾られる）、薔薇カップ
- 6月：校外学習（2年・上野）、歌舞伎鑑賞教室（3年）
- 7月：期末テスト、七夕（短冊を笹にかける）、体育祭
- 8月：合宿勉強会（特進コース）、オーストラリア　ターム留学（希望者）
- 9月：青凛祭（文化祭）
- 10月：生徒総会
- 12月：期末テスト、クリスマス（クリスマスツリーが飾られる）
- 1月：席書き大会・百人一首大会
- 2月：修学旅行（海外・国内選択）
- 3月：ひな祭り（ひな人形が飾られる）、学年末テスト、卒業式、ヨーロッパ研修旅行

## 沿革
- 1926年 - 城右高等女学校として設立
- 1974年 - 文化女子大学附属杉並中学・高等学校に改称
- 1999年 - 新校舎完成
- 2011年 - 文化学園大学杉並中学・高等学校に改称
- 2015年 - Bunka Suginami Canadian International School（BSCIS・ダブルディプロマコース）開校
- 2018年 - 男子制服を制定し男女共学化
- 2022年 - DD7とDD9(BSCIS・中学のダブルディプロマコース)設立
- 2023年 - 中学2年のDD8（BSCIS・中学のダブルディプロマコース）設立

## 制服
- 冬服　ブレザー
- 夏服　女子はセーラー

かつてはコシノジュンコのデザインで、スカートとスラックスがあった。2008年2月に本校制服を着た「制服リカちゃん」が発売されていた。2018年共学化に伴い生徒の投票で選ばれた新制服となる。冬服は「十二単」をモチーフにした重ね襟のブレザーである。夏服はセーラーで、オプションでポロシャツ、男子はハーフパンツなどもある。

## 著名な出身者

### ソフトテニス
- 半谷美咲 - 世界選手権ダブルスチャンピオン
- 平田清乃 - アジア選手権ダブルスチャンピオン
- 佐々木聖花 - アジア選手権ミックスダブルスチャンピオン
- 林田リコ - 在学中に皇后杯全日本ソフトテニス選手権大会に優勝

### ガールズ競輪
- 高木真備 - ガールズ特別競走優勝5回、2021年賞金女王

### 漫画家
- 土田よしこ

### 芸能
- 澤井孝子 - 女優
- 佐々木ほのか - アイドル
- 沢田聖子 - シンガーソングライター

## 交通
- JR中央線阿佐ケ谷駅 徒歩7分
- JR中央線・東京メトロ丸ノ内線荻窪駅 徒歩8分